# Neptec
Neptec Design Group Ltd. ist ein kanadisches Luft- und Raumfahrtunternehmen mit Hauptsitz in Ottawa, in der kanadischen Provinz Ontario. Das Unternehmen entwickelt und baut Sensoren, Kamerasysteme, Simulationssoftware und ferngesteuerte Robotersysteme für die Luft- und Raumfahrt für die zivile als auch militärische Industrie. Neben dem Hauptsitz in Ontario betreibt das Unternehmen eine Niederlassung in Houston, Texas in den Vereinigten Staaten.

## Geschichte
Das Unternehmen wurde im September 1990 gegründet. Die Aufgabenbereiche des Unternehmens bestanden anfänglich in der Entwicklung von Softwarelösungen für die Bearbeitung und Analyse von Fotoaufnahmen aus Erdbeobachtungssatelliten und anderen Raumfahrzeugen. Des Weiteren auch anderen Ingenieursleistungen. Aufgrund von neuen Anforderungen der amerikanischen Raumfahrtbehörde NASA, die ein spezielles Kamerasystem benötigte, um die International Space Station (ISS) zu bauen, entwickelte Neptec das Advanced Space Vision System (ASVS). Der Prototyp (ASVS) wurde 1992 der NASA in Houston vorgestellt. Das war das erste System dieser Art, welches sich sehr gut bewährt hat. Aufgrund dieses positiven Verlaufs, konnte sich das Unternehmen weitere Aufträge von der amerikanischen Raumfahrtbehörde (NASA) als auch von anderen öffentlichen als auch militärischen Agenturen sichern. 1995 lieferte Neptec ein verbessertes System, welches von der NASA mit dem Space Shuttle Atlantis zur russischen Raumstation MIR gebracht hat. Neptec erhielt einen Zehnjahresvertrag über die Lieferung und Entwicklung von Kamerasystemen und Sensoren für die Internationale Raumstation (ISS) als auch für die Space Shuttle Raumschiffe. Neptec wird Generalunternehmer für die amerikanische Raumfahrtbehörde (NASA). Am 11. März 2013 wurde bekanntgegeben, dass Neptec die Navigationskameras für die europäische Marsmission ExoMars Rover entwickeln und herstellen soll. Die Marsmission ist frühestens für das Jahr 2028 geplant.

## Entwicklungen

### Raumfahrttechnologie
Neptec erhielt die höchsten Auszeichnungen von der NASA für qualitative Produkte hochkomplexer Systeme. Neptec entwickelte für die Raumfahrt:
- Space Vision System (SVS): Simulationssoftware
- Laser Camera System (LCS): Ein Kamerasystem, welches am Roboterarm der Space Shuttles installiert ist.
- TriDAR: Ein Beobachtungs-, Entfernungs- und Messsystem, mit welchem Andockverfahren an die ISS überwacht werden können und für andere Einsatzbereiche.[2]
- Juno Rover: ferngesteuerte teils autonome Robotersysteme für Erkundungsfahrten auf anderen Planeten.
- Hawkeye: Lasersystem zur Messung von Entfernungen
- Long Range Optical Sensor: eine Kameraeinheit für kleine sowie Mikrosatelliten
- REACT Processor Card
- Hawkeye Processor Card
- Long Range Infrared Camera: Hochleistungs-Infrarotkamera[3]
- ExoMars: Navigationskamera[3]

### Militärische Technologie
Für militärische Einsätze entwickelte das Unternehmen:
- OPAL
- 3D ISR
- Threat Detection: Schusszielerkundung
- Electrical Impedance Tomography

### Industrie Technologie
Für industrielle Zwecke entwickelte das Unternehmen:
- Laser Metrology System (LMS)
- Transport-, Technologielösungen für den Schienenverkehr
- Bohrplattformen und Unterwassertechnologie
- Bergbautechnologien

## Rover
Am 23. November 2010 gewann das Unternehmen eine 11,5 Millionen $-Ausschreibung, der kanadischen Raumfahrtbehörde (CSA) zur Planung und Entwicklung eines ferngesteuerten Roboterfahrzeug, welches auf fremden Planeten eingesetzt werden soll. Der Rover soll 2012 fertiggestellt und getestet werden. Der Prototyp dieses Rovers mit dem Namen Artemis JR Rover wurde am 13. Juni 2012 mit weiteren Komponenten der NASA der Öffentlichkeit am Kennedy Space Center in Florida vorgestellt.